# Les Charlots en délire
Pour plus de détails, voir Fiche technique et Distribution.
Les Charlots en délire est un film d'Alain Basnier sorti en 1979.

## Synopsis
Gérard, PDG de l'usine « La voix du peuple », décide de fermer son usine en licenciant tout son personnel, à commencer par Jean Barbier, le chef du personnel, et Phil Dechambre. Ces derniers s'exerceront à plusieurs métiers : Phil sera fakir, Jean cymbaliste et Gérard chauffeur de taxi sans permis mais sans succès. Pourtant la chance va leur sourire en jouant au casino. Mais elle sera de courte durée car un ancien journaliste,  Charles Roger Chabot, reconverti lui aussi mais en gangster, les dévalise et réussit même à les faire passer aux yeux de l'opinion publique pour de dangereux ravisseurs. Traqués à la fois par la pègre et par la police, ils se retrouvent coincés et misérables dans une rame de métro destinée à la démolition. Mais tout ceci n'était qu'un rêve.

## Fiche technique
- Réalisation : Alain Basnier
- Scénario : Pierre Uytterhoeven, Alain Basnier
- Production : Alain Terzian
- Photographie : Jacques Lefrançois
- Musique : Éric Charden (éditions musicales Charles Talar)
  - Arrangements musicaux : Guy Matteoni
- Sociétés de production : N.G.A. Films, Choucroute International Production
- Durée : 90 minutes
- Genre : Comédie
- Format : Couleur - 35 mm - 1,66: 1 - Procédé cinématographique : sphérique
- Date de sortie : 24 octobre 1979
- DVD : 2 octobre 2018 ; dans un coffret de 4 films des Charlots, TF1 Vidéo
- Affiche : René Ferracci (France)

## Distribution
- Les Charlots :
  - Gérard Rinaldi : Gérard
  - Gérard Filippelli : Phil
  - Jean Sarrus : Jean
- Charles Gérard : Charles Roger Chabot
- Henri Guybet : le préposé de l'agence recyclage / Le curé / L'avocat
- André Valardy : le chef d'orchestre
- Éric Charden : le barman à l'opéra
- Étienne Draber : l'inspecteur de police au nœud papillon
- Jacques Ciron : le PDG, père de Gérard
- Jean Luisi : un mafioso
- Henri Cogan : le gendarme
- Marcel Gassouk : un brigadier
- Yves Afonso : le syndicaliste
- Maurice Travail : le commentateur TV
- Sophie Deschamps : Jacqueline
- Daniel Kenigsberg (crédité au générique)

## Commentaires
- Exceptionnellement, la musique du film n'est pas composée par Les Charlots mais par Éric Charden.
- Le film est finalement sorti en DVD en France le 2 octobre 2018, dans un coffret 4 films (avec Les Fous du stade, Les Charlots font l'Espagne et Les Charlots contre Dracula).